# 2062
- Wikisource

| Calendário gregoriano                                                        | 2062 MMLXII                         |
| Ab urbe condita                                                              | 2815                                |
| Calendário arménio                                                           | 1512 – 1513                         |
| Calendário bahá'í                                                            | 218 – 219                           |
| Calendário budista                                                           | 2606                                |
| Calendário chinês                                                            | 4758 – 4759 Início a 9 de fevereiro |
| Calendário copta                                                             | 1778 – 1779                         |
| Calendário etíope                                                            | 2054 – 2055                         |
| Calendários hindus - Vikram Samvat - Calendário nacional indiano - Cáli Iuga | 2117 – 2118 1983 – 1984 5162 – 5163 |
| Calendário Holoceno                                                          | 12062                               |
| Calendário islâmico                                                          | 1485 – 1486                         |
| Calendário judaico                                                           | 5822 – 5823                         |
| Calendário persa                                                             | 1440 – 1441 Início a 20 de março    |
| Calendário rúnico                                                            | 2312                                |
| Calendário solar tailandês                                                   | 2605                                |

2062 (MMLXII, na numeração romana) será um ano comum do século XXI que começará num domingo, segundo o calendário gregoriano. A sua letra dominical será A. A terça-feira de Carnaval ocorrerá a 7 de fevereiro e o domingo de Páscoa a 26 de março. Segundo o horóscopo chinês, será o ano do Cavalo, começando a 9 de fevereiro.

| Evento                                                   | Data            | Hora  |
| -------------------------------------------------------- | --------------- | ----- |
| Aquário                                                  | 19 de janeiro   | 19:30 |
| Peixes                                                   | 18 de fevereiro | 09:28 |
| primavera no hemisfério norte e outono no hemisfério sul |                 |       |
| Carneiro/equinócio                                       | 20 de março     | 08:07 |
| Touro                                                    | 19 de abril     | 18:44 |
| Gémeos                                                   | 20 de maio      | 17:30 |
| verão no hemisfério norte e inverno no hemisfério Sul    |                 |       |
| Caranguejo/solstício                                     | 21 de junho     | 01:11 |
| Leão                                                     | 22 de julho     | 12:02 |
| Virgem                                                   | 22 de agosto    | 19:18 |
| Outono no Hemisfério Norte e Primavera no Hemisfério Sul |                 |       |
| Balança/equinócio                                        | 22 de setembro  | 17:20 |
| Escorpião                                                | 23 de outubro   | 03:08 |
| Sagitário                                                | 22 de novembro  | 01:07 |
| inverno no hemisfério norte e verão no hemisfério sul    |                 |       |
| Capricórnio/solstício                                    | 21 de dezembro  | 14:42 |

| UTC: Portugal Continental, Madeira, Guiné-Bissau e São Tomé e Príncipe Subtrair (-): 1 h nos Açores e Cabo Verde 2 h nas Ilhas oceânicas brasileiras 3 h em Brasília, em Goiás, na Amazônia Oriental Brasileira e no nordeste, sudeste e sul brasileiros 4 h na Amazônia Ocidental Brasileira, Mato Grosso e Mato Grosso do Sul 5 h no Acre e sudoeste do Amazonas Adicionar (+): 1 h em Angola e Guiné Equatorial 2 h em Moçambique 8 h em Macau 9 h em Timor-Leste. |
| Adicionar uma hora durante a vigência do horário de verão: Portugal Continental : De 26 de março a 29 de outubro de 2062 |

| Ano completo                    |
| ------------------------------- |
| Ano comum com início ao domingo |

## Eventos esperados e previstos
- Ano do Cavalo, segundo o Horóscopo chinês.

Março
- 11 de março - Eclipse solar parcial[1]
- 24 a 25 de março - Eclipse lunar total[2]

Maio
- 10 a 11 de maio - Trânsito de Mercúrio[3]

Setembro
- 3 de setembro - Eclipse solar parcial[4]
- 18 a 19 de setembro - Eclipse lunar total[5]